# Kreissparkasse Wiedenbrück
Die Kreissparkasse Wiedenbrück war eine öffentlich-rechtliche Sparkasse mit Sitz in Rheda-Wiedenbrück in Nordrhein-Westfalen. Ihr Geschäftsgebiet erstreckte sich auf die Städte Rheda-Wiedenbrück, Schloß Holte-Stukenbrock und Verl sowie die Gemeinden Herzebrock-Clarholz und Langenberg im Kreis Gütersloh in Ostwestfalen-Lippe. Die Bezeichnung und das Geschäftsgebiet gingen auf den Alt-Kreis Wiedenbrück zurück.

## Organisationsstruktur
Die Kreissparkasse Wiedenbrück war eine Anstalt des öffentlichen Rechts. Rechtsgrundlagen waren das Sparkassengesetz für Nordrhein-Westfalen und die durch den Verwaltungsrat der Sparkasse erlassene Satzung. Organe der Sparkasse waren der Vorstand und der Verwaltungsrat. Träger der Kreissparkasse war der Zweckverband des Kreises Gütersloh und der Stadt Rheda-Wiedenbrück.
Neben Geschäftsstellen und SB-Einrichtungen, die sich über das gesamte Geschäftsgebiet erstrecken, waren an den Standorten Wiedenbrück und Verl ein Immobilien- und ein Vermögensmanagementcenter angesiedelt. Das Firmenkundencenter befand sich in Wiedenbrück.

## Geschäftsausrichtung
Die Kreissparkasse Wiedenbrück betrieb als Sparkasse das Universalbankgeschäft. Die Kreissparkasse Wiedenbrück wies im Geschäftsjahr 2023 eine Bilanzsumme von 3,492 Mrd. Euro aus und verfügte über Kundeneinlagen von 2,890 Mrd. Euro. Sie unterhielt 10 Filialen/Selbstbedienungsstandorte und beschäftigte 323 Mitarbeiter.

## SKW Haus und Grund Immobilien GmbH
Zum Kerngeschäft der Kreissparkasse Wiedenbrück gehörte auch die Vermittlung von Immobilien im Geschäftsgebiet. Dafür wurde zusammen mit der Sparkasse Gütersloh die „SKW Haus und Grund Immobilien GmbH“ gegründet.

## Geschichte
Die Kreissparkasse Wiedenbrück wurde 1855 gegründet und die KSK-Satzung von König Friedrich Wilhelm IV. in Sanssouci unterschrieben.
1934 fusionierte die Kreissparkasse mit der Stadtsparkasse Wiedenbrück, 1943 mit der Stadtsparkasse Rheda.
In den 1970er- und 1980er-Jahren wurden die Geschäftsstellen in den Orten Oelde, Gütersloh und Rietberg an die dort ansässigen Sparkassen (heute Sparkasse Münsterland Ost, Sparkasse Gütersloh-Rietberg-Versmold) abgetreten. 1983 wurde der erste Geldautomat in der Hauptgeschäftsstelle der Kreissparkasse in Wiedenbrück aufgestellt.
1990 gelang es erstmals, eine Bilanzsumme von über einer Milliarde DM zu erzielen: 1.052.600.516,03 DM.
Zum 1. April 2024 fusionierte die Kreissparkasse Wiedenbrück mit der Kreissparkasse Halle (Westf.) und firmiert seitdem unter dem Namen Kreissparkasse Halle-Wiedenbrück.

## Spenden
In den 40er- und 50er Jahren trat die Kreissparkasse Wiedenbrück als „stiller Helfer“ auf und beteiligte sich am Bau von Wohnungen, Schulen und Kirchen und unterstützte Flüchtlinge und Vertriebene. Heute sind es Vereine, Kindergärten, die Jugendarbeit, Kunst und Kultur sowie Sport-, Natur- und Umweltprojekte, die mit Spenden bedacht werden. Auch an den Aktivitäten der Wirtschaftsförderung im Kreis Gütersloh, der pro Wirtschaft GT GmbH ist die Kreissparkasse Wiedenbrück finanziell beteiligt. Im Jahr 2023 hat die Kreissparkasse Wiedenbrück 930.000 Euro für das Gemeinwohl ausgegeben.
Die 1996 gegründete Stiftung der Kreissparkasse Wiedenbrück gehört mit einem Stiftungskapital von mehr als 4 Millionen Euro zu den größeren Sparkassen-Stiftungen in Westfalen-Lippe. Gefördert werden Vorhaben in Jugend- und Altersfürsorge, Kunst und Kultur, dem Breitensport, der Erziehung, Bildung, Brauchtums- und Heimatpflege, dem Natur- und Umweltschutz, Gesundheitswesen sowie der Wissenschaft und Forschung.